# Sarniak sosnowy

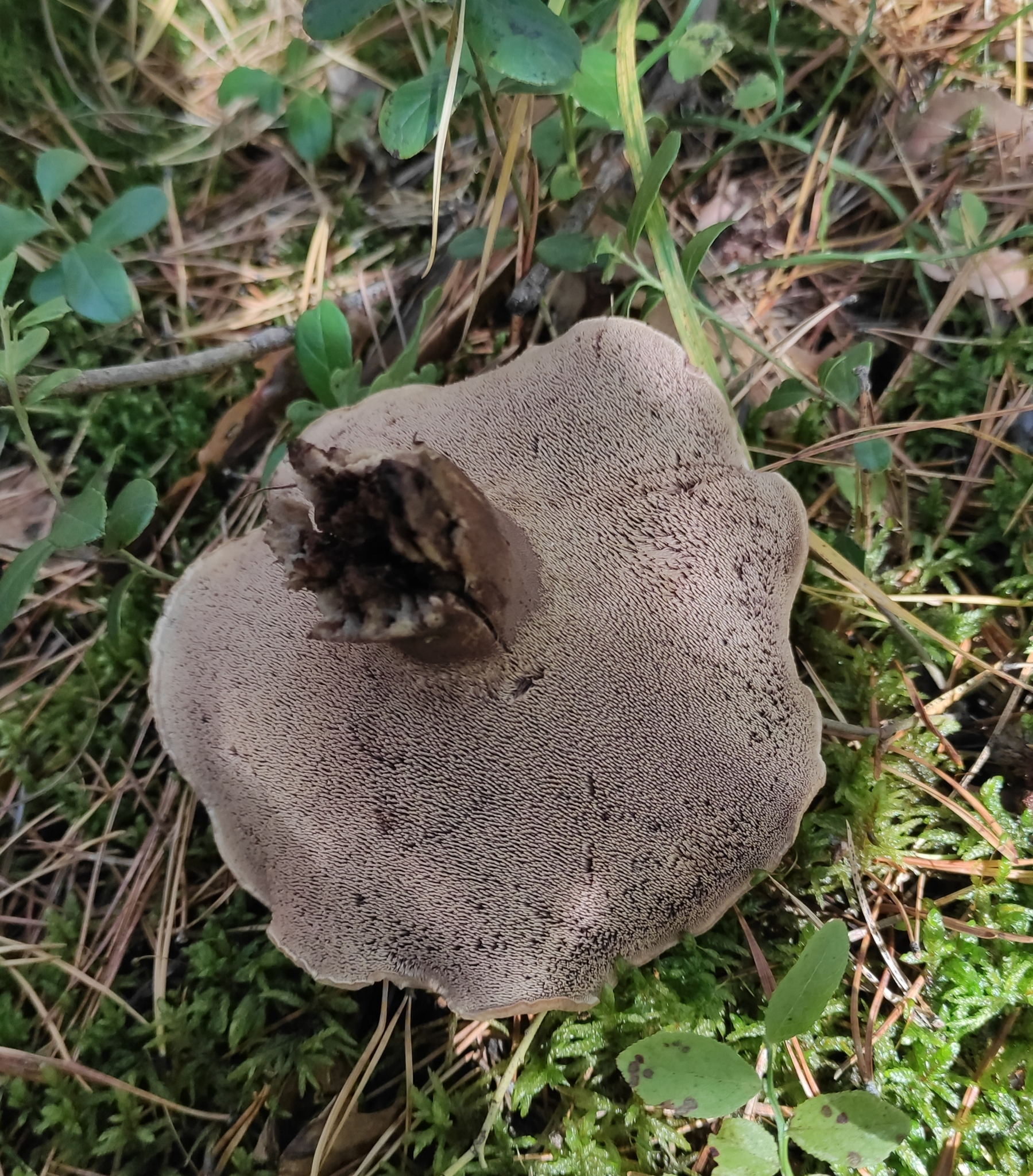

Sarniak sosnowy (Sarcodon squamosus (Schaeff.) Quél.) – gatunek grzybów z rodziny kolcownicowatych (Bankeraceae).

## Systematyka i nazewnictwo
Pozycja w klasyfikacji według Index Fungorum: Sarcodon, Bankeraceae, Thelephorales, Incertae sedis, Agaricomycetes, Agaricomycotina, Basidiomycota, Fungi.
Po raz pierwszy takson ten opisał w 1774 r. Jacob Christian von Schaeffer, nadając mu nazwę Hydnum squamosum. Obecną nazwę nadał mu w 1881 r. Lucien Quélet, przenosząc go do rodzaju Sarcodon. Synonimy:

- Hydnum repandum var. squamosum (Schaeff.) Fr. 1815
- Hydnum squamosum Schaeff. 1774
- Hydnum squamosum subsp. maximum (P. Karst.) Sacc. 1891
- Phaeodon squamosus (Schaeff.) Henn. 1898
- Sarcodon maximus (P. Karst.) Mussat 1901
- Sarcodon squamosus subsp. maximus P. Karst. 1889[2].

Polską nazwę nadał Władysław Wojewoda w 2003 r. (w uzupełnieniu dodanym przez autora na str. 812).

## Morfologia
Kapelusz
Grubomięsisty, o średnicy do 6 cm, płaskowypukły lub płaski, pokryty grubym łuskami o barwie od brązowej do ciemnobrązowej, w stanie wilgotnym niemal czarny, po wyschnięciu ciemnobrązowy do czarnego.
Kolce
O długości 0,2 cm, gęste, w stanie świeżym o barwie od kremowej do brązowej, w eksykatach ciemnobrązowe.
Trzon
Cylindryczny, o wysokości do 5 cm i grubości do 1,5 cm, centralny lub ekscentryczny, pełny. Powierzchnia w stanie świeżym o barwie od kremowej do jasnobrązowej, po wyschnięciu ciemnobrązowa.
Miąższ
Kruchy, u młodych okazów białawy, u starszych szarobrązowawy, o korzennym zapachu i przyjemnym smaku.
Cechy mikroskopowe
Kontekst o grubości do 0,15 cm. Strzępki nienapęczniałe; w tramie kapelusza o szerokości do 16 µm, powyżej tramy do 8 μm, w trzonie do 18 μm. Podstawki 35,0 – 42,0 × 6,5 – 10 μm, maczugowate, bez sprzążek bazalnych, sterygmy o długości do 5,5 μm. Bazydiospory kuliste, jajowate, ornamentowane guzkami, 7,0 – 8,5 × 6,0 – 8,0 µm, Q = 1,08. Brak zmiany barwy w reakcji z KOH i odczynnikiem Melzera.
Gatunki podobne
Sarniak sosnowy i świerkowy długo nie były od siebie odróżniane. Są niemal identyczne morfologicznie. Morfologicznie największą różnicą jest rozmiar owocnika (sarniak świerkowy jest większy) i łuski na kapeluszu; u sarniaka sosnowego są ciemniejsze i bardziej odstające, gatunki te różnią się także siedliskiem, rejonami występowania i cechami genetycznymi.

## Występowanie i siedlisko
Występuje w Ameryce Północnej, Europie i Azji. W Europie jest szeroko rozprzestrzeniony, jego zasięg sięga od Morza Śródziemnego po północne krańce Półwyspu Skandynawskiego i od Wysp Brytyjskich po Azję. W Polsce dawniej nie był odróżniany od sarniaka świerkowego (Sarcodon imbricatus), stąd też wiele stanowisk tego drugiego gatunku może być stanowiskami sarniaka sosnowego. Po 2003 r. w literaturze naukowej wiele stanowisk sarniaka sosnowego, a najbardziej aktualne podaje także internetowy atlas grzybów. W latach 2004–2014 był w Polsce objęty ochroną.
Naziemny grzyb saprotroficzny. Według polskich źródeł występuje w lasach w towarzystwie sosny, ale w Korei jego stanowiska podano pod dębami.